# Weissia levieri
Weissia levieri là một loài rêu trong họ Pottiaceae. Loài này được (Limpr.) Kindb. mô tả khoa học đầu tiên năm 1897.